# Роман Светогорски
Свети преподобномученик Роман је био прост и неписмен сељак из Карпениса. Сазнавши о јунаштву и слави мученика Христових, млади Роман пожели и сам мучеништва. Оде у Солун где почне на улици хвалити веру Христову, а Мухамеда називати баснословцем. Турци су га страшно мучили, па га продали неком капетану галије. Хришћани га откупе од капетана и пошаљу на Свету гору где Роман постане монах код чувеног старца Акакија. Но он је и даље желео мучеништва за Христа. С благословом старца оде у Цариград, направи се сулуд и почне водити псето кроз улице турске. На питање шта то ради, Роман одговори да он храни то псето као што хришћани хране Турке. Турци га баце у сув бунар где је без хлеба провео чердесет дана. Потом га изваде и посеку. Из његовог тела три дана избијала светлост. Неки Енглез узме тело и однесе у Енглеску. А монах неки умочи пешкир у крв мученика. Тај пешкир се и данас чува у манастиру Дохијару. Пострада овај славни Христов војник 1694. године.
Српска православна црква слави га 16. фебруара по црквеном, а 1. марта по грегоријанском календару.